# Rijkjan Sikkel
Rijkjan Sikkel (Utrecht, 25 mei 1945 – Amsterdam, 27 maart 2021) was een Nederlandse activist die zich inzette voor de emancipatie van de lhbti+-gemeenschap. Hij was betrokken bij de oprichting van de Amsterdamse Studenten Werkgroep Homoseksualiteit (ASWH) in 1967 en de Federatie Studenten Werkgroepen Homoseksualiteit (FSWH) in 1968. Later in zijn leven zette hij zich in voor lhbti+'ers met een verstandelijke beperking.

## Biografie

### Jeugd en opleiding
Sikkel werd in 1945 geboren in Utrecht, kort na het einde van de Tweede Wereldoorlog. Hij was de middelste van zeven kinderen in een katholiek gezin. Zijn vader was huisarts en zijn moeder was voornamelijk huisvrouw, maar speelde ook een rol in de lokale katholieke gemeenschap. Sikkel was een dromerig kind dat veel las. In 1957 begon hij aan het Utrechts Gymnasium en was actief bij de padvinders.
Na de middelbare school verhuisde Sikkel naar Delft om bouwkunde te studeren. Hij ontdekte na een jaar dat deze opleiding niet tot zijn interesses behoorde en in 1965 begon met een studie psychologie in Amsterdam. Tijdens een vakantie in Londen werd hij verliefd op een man, wat zijn coming-out inluidde.

### Studentenactivisme
In Amsterdam werd Sikkel beïnvloed door de openheid van de homoseksuele schrijver Gerard Reve. Omdat hij nog geen lid kon worden van het COC vanwege het discriminerende wetsartikel artikel 248bis in het Wetboek van Strafrecht, dat seksuele relaties tussen personen van hetzelfde geslacht boven en onder de 21 jaar verbood, zocht hij naar andere manieren om zich in te zetten.
Als bestuurslid van studentenvereniging Unitas zette Sikkel zich in 1967 in voor het opzetten van een studentenhomobeweging. Dit leidde tot de oprichting van de Amsterdamse Studenten Werkgroep Homoseksualiteit (ASWH). De ASWH organiseerde "integratiefeesten" voor zowel heteroseksuele als homoseksuele studenten. Soortgelijke feesten in Utrecht leidden tot de oprichting van de PANN-feesten. In 1968 waren er twaalf studentenwerkgroepen in Nederland, die werden samengevoegd tot de Federatie Studenten Werkgroepen Homoseksualiteit (FSWH).
De FSWH demonstreerde in 1969 op het Binnenhof in Den Haag tegen artikel 248bis, wat beschouwd wordt als de eerste openlijke homodemonstratie in Nederland. Hoewel Sikkel aanwezig was, speelde hij een minder prominente rol in de organisatie. Artikel 248bis werd uiteindelijk in 1971 afgeschaft.
In 1969 veranderde de ASWH in de meer radicale Amsterdamse Jongeren Aktiegroepen Homoseksualiteit (AJAH). Sikkel raakte minder betrokken omdat hij de voorkeur gaf aan de integratie-aanpak van de beginjaren. In 1971 studeerde hij af in de psychologie.

### Latere leven
Na zijn afstuderen werkte Sikkel als klinisch psycholoog aan de Vrije Universiteit Amsterdam. Hij had een relatie met Frans die tot 1975 duurde. Na de breuk kreeg Sikkel een bipolaire stoornis. In 1980 ontmoette hij Ko, met wie hij 28 jaar samen was tot Ko's overlijden in 2008.
Sikkel bleef zich inzetten voor mensen, zowel in zijn werk als psycholoog, als mentor voor lhbti+'ers, en als gedragstherapeut. Rond 2000 werd hij opnieuw actief bij het COC, waar hij leerfeesten organiseerde. Tijdens zo'n feest ontmoette hij Arnold Boekhoff, met wie hij in 2006 Café Oké oprichtte, een ontmoetingsplek voor lhbti+'ers met een verstandelijke beperking in Amsterdam. In 2010 waren ze een van de initiatiefnemers voor de eerste Canal Parade-boot voor mensen met een beperking. In 2020 schreef Michel Otten een levensboek over Sikkel in de reeks biografieën over lhbti+'ers in Nederland.
Rijkjan Sikkel overleed op 27 maart 2021 op 75-jarige leeftijd in Amsterdam aan de gevolgen van bloedkanker, in het bijzijn van zijn partner Arnold Boekhoff en zijn broer.